# André Moritz
André Francisco Moritz (* 6. August 1986 in Florianópolis), auch einfach nur André Moritz genannt, ist ein brasilianischer Fußballspieler.

## Karriere
Moritz spielt mit der Rückennummer 10 im offensiven Mittelfeld, in der Regel auf der Spielmacherposition. Der 1,87 m große Spieler begann seine Profikarriere beim brasilianischen Traditionsklub SC Internacional in Porto Alegre, ehe er nach einer Saison beim Fluminense FC in Rio de Janeiro in der Saison 2007/08 zum türkischen Aufsteiger Kasımpaşa Istanbul wechselte. Nach drei Jahren bei Kasımpaşa spielte er ein Jahr für Kayserispor. In der Saison 2011/12 spielte er für Mersin İdman Yurdu in der türkischen Süper Lig. Nach den Stationen in England (Crystal Palace F.C. und Bolton Wanderers), Südkorea (Pohang Steelers), Indien (Mumbai City FC) und Thailand (Buriram United) wechselte Moritz zur Saison 2016/17 in die Türkei zu Denizlispor. Zur Winterpause 2017/18 wechselte er zurück zu seinem Jugendverein Avaí FC.

## Trivia
Aufgrund seiner Stationen in der Türkei spricht Moritz fließend die türkische Sprache.

## Erfolge
Fluminense
- Copa do Brasil: 2007

Kasımpaşa
- Aufstieg in die Süper Lig: 2008/09

Buriram United
- Kor Royal Cup: 2016

Hougang United
- Singapore Cupsieger: 2022